# Ciało prążkowane
Ciało prążkowane (łac. corpus striatum) – struktura anatomiczna mózgu człowieka, największe z jąder podstawnych kresomózgowia. Jest ono różnie dzielone.

## Podział topograficzny
- jądro soczewkowate
  - skorupa
  - gałka blada
    - boczna
    - przyśrodkowa
- jądro ogoniaste
  - głowa
  - trzon
  - ogon

## Podział ze względu na pochodzenie
- prążkowie (striatum)
  - skorupa
  - jądro ogoniaste
    - głowa
    - trzon
    - ogon
- pallidum
  - gałka blada
    - boczna
    - przyśrodkowa

## Położenie
Omawiana struktura występuje poniżej i przyśrodkowo od płaszcza, przyśrodkowo także od wyspy, torebek ostatniej i zewnętrznej oraz przedmurza, które także jest jądrem podstawnym. Torebka wewnętrzna oddziela jądro soczewkowate od wzgórza oraz od jądra ogoniastego. Przebiegają przez nią liczne pasma istoty szarej łączące jądro ogoniaste z soczewkowatym, co tworzy wzór prążkowania.

## Funkcja
Odpowiada za właściwe natężenie i ukierunkowanie ruchów dzięki selektywnemu hamowaniu ośrodkowych impulsów motorycznych.